# Stadion Neratovice
Stadion Neratovice – wielofunkcyjny stadion w Neratovicach, w Czechach. Został otwarty 8 maja 1961 roku. Może pomieścić 6291 widzów. Swoje spotkania rozgrywają na nim piłkarze klubu FK Neratovice-Byškovice.
Stadion w centrum Neratovic wybudowano w latach 1957–1961 i zainaugurowano 8 maja 1961 roku spotkaniem sparingowym Spolany Neratovice ze Spartakiem Hradec Králové (1:4). Będąca gospodarzem tego obiektu Spolana Neratovice w sezonach 1978/1979, 1980/1981 i 1990/1991 występowała na drugim poziomie czechosłowackich rozgrywek piłkarskich, a w latach 1999–2003 także w czeskiej II lidze. W 2003 roku klub odsprzedał jednak drugoligową licencję drużynie SK Kladno i odtąd występował w niższych klasach rozgrywkowych. Kilka lat później połączył się z Sokolem Byškovice, tworząc nowy zespół pod nazwą FK Neratovice-Byškovice.